# Контр (Шер)
Контр (фр. Contres) — коммуна во Франции, находится в регионе Центр. Департамент — Шер. Входит в состав кантона Дён-сюр-Орон. Округ коммуны — Сент-Аман-Монтрон.
Код INSEE коммуны — 18071.
Коммуна расположена приблизительно в 230 км к югу от Парижа, в 125 км южнее Орлеана, в 25 км к югу от Буржа.

## Население
Население коммуны на 2008 год составляло 31 человек.
| 1962 | 1968 | 1975 | 1982 | 1990 | 1999 | 2008 |
| ---- | ---- | ---- | ---- | ---- | ---- | ---- |
| 51   | 56   | 26   | 21   | 28   | 31   | 31   |

## Экономика

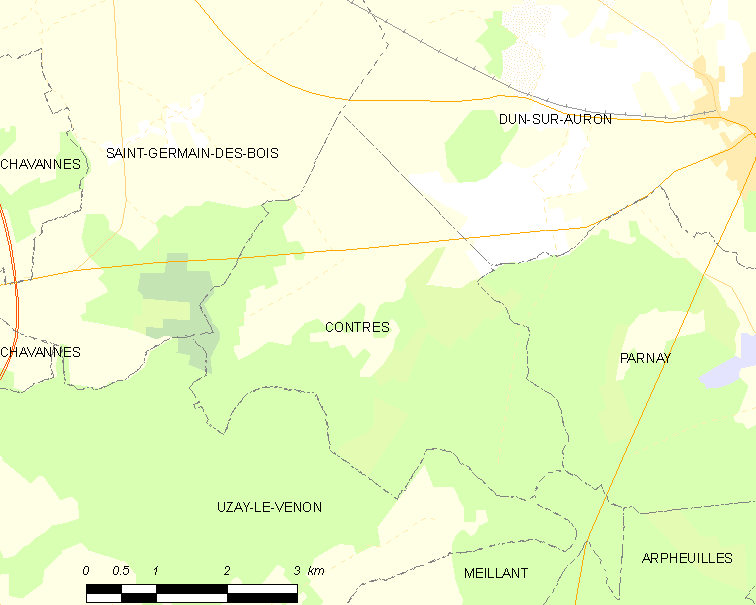
Карта коммуны

В 2007 году среди 17 человек в трудоспособном возрасте (15-64 лет) 9 были экономически активными, 8 — неактивными (показатель активности — 52,9 %, в 1999 году было 57,1 %). Из 9 активных работали 9 человек (5 мужчин и 4 женщины), безработных не было. Среди 8 неактивных 1 человек был учеником или студентом, 2 — пенсионерами, 5 были неактивными по другим причинам.